# كريسماس نانتي دايكيراي
كريسماس نانتي دايكيراي (باليابانية:Xmasなんて大嫌い) هو مسلسل ياباني رومانسي تم بثه عام 2004. على قناة NTV.

## نبذة
دراما بسيطة، تحكي قصة الفتاة الكسولة المتمللة فوريكارا فيومي "فوكادا كيوكو"، التي تكره
الأعياد والمناسبات والاحتفالات، وتكره أن تقوم بأي شيء يزعجها مثل العمل أو القلق على
مشاعر الغير.
وهناك صديق طفولتها، كيتاغاوا شو "اكانيشي جين"، الذي يبذل جهده من أجلها على الرغم
من أنها لا تهتم بقلقه عليها أو حتى بحبه التي يخشى أن يعترف به لها.

## الممثلون
أكانيشي جين في دور
كيتاغاوا شوو
فوكادا كيوكو في دور
فوريكارا فيومي
يامادا يو في دور
موراكامي رينا
مونسيور كاماياتسو في دور
أوكورا هيروشي

## أغاني الدراما
- أغنية الشارة Anarchy in the U.K من أداء سيكس بيستول